# Sarvenkataja
Sarvenkataja este o arie protejată (arie specială de conservare — SAC, sit de importanță comunitară — SCI) din Suedia întinsă pe o suprafață de 67,2 ha, integral pe uscat.

## Localizare
Centrul sitului Sarvenkataja este situat la coordonatele 65°37′14″N 24°08′38″E / 65.6205°N 24.144°E.

## Înființare
Situl Sarvenkataja a fost declarat sit de importanță comunitară în aprilie 2004 pentru a proteja 2 specii de plante. Situl a fost protejat și ca arie specială de conservare în martie 2011.

## Biodiversitate
Situată în ecoregiunile boreală și marină baltică, aria protejată conține 3 habitate naturale: Recifuri, Vegetație perenă pe țărmurile stâncoase, Păduri naturale în etape succesive primare ale suprafețelor emergente de coastă.
La baza desemnării sitului se află mai multe specii protejate de  plante (2): Moehringia lateriflora, Primula nutans.